# Антон Орехъ
Андрей Леонидович Кравченко (род. 14 мая 1972, Москва), более известный как Антон Оре́хъ, — российский журналист, известен по работе на радиостанциях «Эхо Москвы» и «Детское радио».

## Биография
Сын бывшего председателя Гостелерадио СССР Леонида Кравченко. Из-за плохой репутации своего отца среди членов журналистского сообщества у Антона были проблемы при поступлении в 1991 году на журфак МГУ. Позже, устраиваясь на радиостанцию «Эхо Москвы», Кравченко-младший взял псевдоним, под которым он работает и сейчас — Антон Орехъ.

## Журналистская карьера
Окончил факультет журналистики МГУ в 1994 году. С середины 1992 по март 2022 года работал на радиостанции «Эхо Москвы» вплоть до её закрытия. Был ведущим передач «Табель о рангах», «Реплика», «Радиодетали», «Русский бомбардир» (последний выпуск программы состоялся 6 июня 2014 года). В ночь с пятницы на субботу вёл трёхчасовой эфир радиопередачи «Один».
Вёл собственную колонку на информационном портале «Особая буква». Обозреватель сайта «Ежедневный журнал».
С августа по декабрь 2013 года вместе с Василием Уткиным и Михаилом Шацем вёл «Голеностоп-шоу» на канале «Наш футбол».
Комментарии и высказывания Ореха, иногда достаточно резкие и едкие, нередко цитируются многими СМИ, в том числе и зарубежными. Статьи Антона Ореха регулярно публикуются на независимом новостном портале The other Russia (Другая Россия). Британское издание The Independent называет Антона Ореха «известным прогрессивным журналистом».
Среди наиболее известных публикаций Антона Ореха можно назвать «Голубой патруль» о возможных последствиях патрулирования православными активистами улиц Москвы с целью поиска мест встреч гомосексуалов, а также «Господа, вы звери» о взятии приморской банды, убивавшей милиционеров.
На проводившемся «Центром развития русского языка» в декабре 2009 года конкурсе «Слово года» каламбур Ореха «голодообразующее предприятие» занял третье место в номинации Выражение-2009.
Женат на журналистке «Эха Москвы» Ирине Меркуловой.

## Интервью
- Антон Орехъ и Лев Шлосберг: «В чём надежда?» / Люди мира // ГражданинЪ TV. — 2024. — 8 апреля.